# Ola Persson i Rinkaby
Ola Persson, i Rinkaby, född 3 april 1846 i Rinkaby församling, Kristianstads län, död 29 september 1932 i Rinkaby församling, var en svensk hemmansägare och riksdagspolitiker.
Persson var fram till 1882 handlare och hemmansägare i Rinkaby församling. Som riksdagsman var han ledamot av andra kammaren 1894-1901, invald i Villands härads valkrets, och var ledamot av Bevillingsutskottet 1899-1901. Persson räknades, trots sin korta riksdagsmannabana som en betydande kraft inom Lantmannapartiets moderat-liberala läger. 1901 avsade han sig mandatet, sedan han blivit ordförande i Riksbankens avdelningskontor i Kristianstad. Han var mångårig ledamot och från 1908 vice ordförande i länets landsting och verkställande direktör i Sveriges bränneriidkareförening, styrelseledamot av ett flertal lokala affärsföretag och ledamot av kyrkomötena 1908, 1909, 1910 och 1915.